# Pilosium
Pilosium là một chi rêu trong họ Stereophyllaceae.